# 존 허스테드
존 앨런 허스테드(Jon Allen Husted, 1967년 8월 25일 ~ )은 미국의 정치인이다.

## 학력
- 데이턴 대학교 인문사회 학사
- 데이턴 대학교 인문사회 석사

## 경력
- 2001.01 ~ 2003.01 오하이오주 제41선거구 하원의원
- 2003.01 ~ 2009.01 오하이오주 제37선거구 하원의원
- 2005.01 ~ 2009.01 제99대 오하이오주 하원의장
- 2009.01 ~ 2011.01 오하이오주 제6선거구 상원의원
- 2011.01 ~ 2019.01 제50대 오하이오 주무장관
- 2019.01 ~ 2025.01 제66대 오하이오 부지사
- 2025.01 ~ 미국 오하이오주 연방상원의원

## 역대 선거 결과
| 선거명      | 직책명                         | 대수  | 정당   | 득표율  | 득표수      | 결과 | 당락                     |
| ----------- | ------------------------------ | ----- | ------ | ------- | ----------- | ---- | ------------------------ |
| 1992년 선거 | 하원의원 (오하이오 제38선거구) | 120대 | 공화당 | 25.79%  | 9,475표     | 2위  | 낙선                     |
| 2000년 선거 | 하원의원 (오하이오 제41선거구) | 124대 | 공화당 | 50.36%  | 24,593표    | 1위  | 오하이오 주의원 당선     |
| 2002년 선거 | 하원의원 (오하이오 제37선거구) | 125대 | 공화당 | 64.43%  | 22,468표    | 1위  | 오하이오 주의원 당선     |
| 2004년 선거 | 하원의원 (오하이오 제37선거구) | 126대 | 공화당 | 65.01%  | 36,490표    | 1위  | 오하이오 주의원 당선     |
| 2006년 선거 | 하원의원 (오하이오 제37선거구) | 127대 | 공화당 | 100.00% | 27,548표    | 1위  | 오하이오 주의원 당선     |
| 2008년 선거 | 상원의원 (오하이오 제6부)      | 128대 | 공화당 | 61.45%  | 103,975표   | 1위  | 오하이오 주의원 당선     |
| 2010년 선거 | 오하이오 주무장관              | 50대  | 공화당 | 53.66%  | 2,013,674표 | 1위  | 오하이오주 주무장관 당선 |
| 2014년 선거 | 오하이오 주무장관              | 50대  | 공화당 | 59.83%  | 1,811,020표 | 1위  | 오하이오주 주무장관 당선 |
| 2018년 선거 | 오하이오 부지사                | 66대  | 공화당 | 50.39%  | 2,231,917표 | 1위  | 오하이오 부지사 당선     |
| 2022년 선거 | 오하이오 부지사                | 66대  | 공화당 | 62.41%  | 2,580,424표 | 1위  | 오하이오 부지사 당선     |